# Старт (футбольный клуб, Отвоцк)
«Старт» Отвоцк (пол. OKS "Start" Otwock) — польский футбольный клуб, выступающий во Второй лиге.

## История

### 2006 — н.в.
Сезон 2006/07 открыл новую успешную страницу в истории клуба. Тренером команды стал Цезарий Моледа (ранее работавший с молодёжью в «Полонии»). Моледа пригласил в «Старт» новых спортсменов, среди них Дариуш Джвигала, Игорь Голашевский, Ярослав Мазуркевич, Адам Варшавский. Одним из достижений в указанном сезоне стал выход финал регионального этапа розыгрыша национального кубка. В решающих матчах был побеждён клуб «Знич» из Прушкува (общий счёт — 4:3). Соперником отвочан в отборочном раунде уже основного этапа стала команда «Орлента» (Радзынь-Подляский), встречи также завершились в пользу «Старта» (3:1). Итогом кубковой кампании стал выход в 1/16 финала, в рамках турнира футболисты встретились с «Полонией» (2:1) и «Лодзем» (0:1).
26 декабря 2006 года клуб возглавил завершивший карьеру Дариуш Джвигала. 2008 год ознаменовался победой в Четвёртой лиге и выходом во Вторую. В плей-офф за выход в более высокий дивизион игроки «Старта» взяли верх над командой «Сталь» (Невядув, 1:2 и 2:0). К началу сезона команда сохранила неплохую форму и по итогам осенних туров занимала третье место в Восточной группе. В результате «Старт» получил право в дебютном же сезоне бороться за выход в вышестоящую лигу. На пути отвочан стала команда «ГКС Ястржембе» (Ястржембе-Здруй, 1:2 по сумме двух игр).
В сезоне 2009/10 футболисты вышли в 1/8 финала кубка. Соперники: «Сталь» (Понятова, 4:3), «Мазур» (Карчев, 1:0, отборочный раунд), «Подбескидзе» (Бельско-Бяла, 2:1), «Лодзь» (3:2), «Рух» (Хожув, 0:1). Матч 1/8 финала против «Руха» стал первым в истории «Старта», показанным по телевидению. В том же сезоне клуб до последнего обладал возможностью пройти в Первую лигу. Однако соперники из «Колеяжа» помешали этому, и отвочане довольствовались лишь пятым местом.
В данный момент позиция главного тренера вакантна.

## Известные игроки
- Ян Гавроньский
- Януш Жмиевский
- Томаш Цимерман
- Михал Запасник